# Palacio de Ligüerre

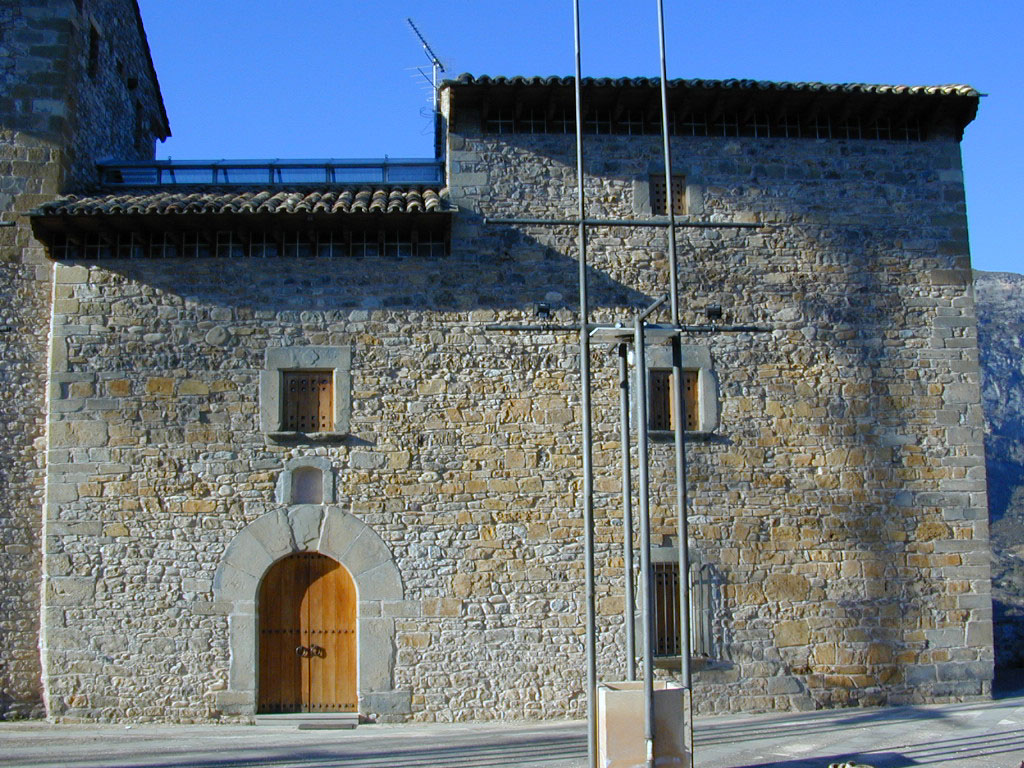
Castillo Palacio de Ligüerre de Cinca, Huesca.

Se trata de un palacio renacentista construido en el siglo XVI situado en la localidad de Ligüerre de Cinca, perteneciente al municipio de Abizanda, en la comarca de Sobrarbe, provincia de Huesca, Aragón, España.
El palacio se encuentra en la plaza del pueblo por su lado norte, configurándose como el edificio más destacable de la localidad.

## Descripción
Se trata de un edificio compuesto de tres volúmenes; una torre y dos cuerpos para vivienda que forman una planta rectangular irregular. Su construcción es de mampostería con refuerzo de sillar en los vértices.
La torre posee cuatro alturas. Es visible desde el exterior un considerable número de troneras y aspilleras para arma de fuego. La entrada original a la torre se sitúa desde el interior de la casa adosada, sin embargo muestra una apertura posterior directamente desde la calle. El tejado de la torre está cubierto a dos aguas.
La entrada principal a todo el conjunto se realiza desde el cuerpo central, siendo este el de menor altura. Muestra la fachada de este volumen un gran portalón con arco de medio punto realizado en sillar con una pequeña hornacina sobre él. Más arriba, en el segundo piso, se abre una ventana adintelada con bloques monolíticos. En la parte lateral del conjunto, en el tercer volumen, se abren tres ventanas en vertical, cada una en una altura y todas ellas adinteladas, aunque de distinto tamaño.
El interior se halla totalmente restaurado, debido al avanzado estado de ruina en el que se encontraba, adaptado ahora como alojamiento hotelero. Quedan sin embargo las puertas interiores que conectaban la torre con el edificio de habitación.